# Боск-Бенар-Коммен
Боск-Бена́р-Комме́н (фр. Bosc-Bénard-Commin) — колишній муніципалітет у Франції, у регіоні Нормандія, департамент Ер. Населення — 315 осіб (2011).
Муніципалітет був розташований на відстані близько 125 км на північний захід від Парижа, 24 км на південний захід від Руана, 40 км на північний захід від Евре.

## Історія
До 2015 року муніципалітет перебував у складі регіону Верхня Нормандія. Від 1 січня 2016 року належав до нового об'єднаного регіону Нормандія.
1 січня 2016 року Боск-Бенар-Коммен, Буртерульд-Енфревіль i Тюї-Ебер було об'єднано в новий муніципалітет Гран-Бургтерульд.

## Демографія
Динаміка населення (INSEE ):
Розподіл населення за віком та статтю (2006):
| Стать | Всього | До 15 років | 15-24 | 25-44 | 45-64 | 65-85 | Понад 85 |
| --- | ------ | ----------- | ----- | ----- | ----- | ----- | -------- |
| Чоловіки | 154    | 41          | 20    | 49    | 44    | 0     | 0        |
| Жінки | 150    | 41          | 8     | 53    | 44    | 4     | 0        |
| \| Статево-вікова піраміда \| Статево-вікова піраміда \| Статево-вікова піраміда \| \| ----------------------- \| ----------------------- \| ----------------------- \| \| Чоловіки \| Вік \| Жінки \| \| 0 \| 85 + \| 0 \| \| 0 \| 80-84 \| 0 \| \| 0 \| 75-79 \| 0 \| \| 0 \| 70-74 \| 0 \| \| 0 \| 65-69 \| 4 \| \| 12 \| 60-64 \| 4 \| \| 12 \| 55-59 \| 16 \| \| 4 \| 50-54 \| 12 \| \| 16 \| 45-49 \| 12 \| \| 21 \| 40-44 \| 25 \| \| 12 \| 35-39 \| 8 \| \| 8 \| 30-34 \| 12 \| \| 8 \| 25-29 \| 8 \| \| 12 \| 20-24 \| 4 \| \| 8 \| 15-20 \| 4 \| \| 0 \| 10-14 \| 25 \| \| 29 \| 5-9 \| 12 \| \| 12 \| 0-4 \| 4 \| |        |             |       |       |       |       |          |
| Статево-вікова піраміда |        |             |       |       |       |       |          |
| Чоловіки | Вік    | Жінки       |       |       |       |       |          |
| 0 | 85 +   | 0           |       |       |       |       |          |
| 0 | 80-84  | 0           |       |       |       |       |          |
| 0 | 75-79  | 0           |       |       |       |       |          |
| 0 | 70-74  | 0           |       |       |       |       |          |
| 0 | 65-69  | 4           |       |       |       |       |          |
| 12 | 60-64  | 4           |       |       |       |       |          |
| 12 | 55-59  | 16          |       |       |       |       |          |
| 4 | 50-54  | 12          |       |       |       |       |          |
| 16 | 45-49  | 12          |       |       |       |       |          |
| 21 | 40-44  | 25          |       |       |       |       |          |
| 12 | 35-39  | 8           |       |       |       |       |          |
| 8 | 30-34  | 12          |       |       |       |       |          |
| 8 | 25-29  | 8           |       |       |       |       |          |
| 12 | 20-24  | 4           |       |       |       |       |          |
| 8 | 15-20  | 4           |       |       |       |       |          |
| 0 | 10-14  | 25          |       |       |       |       |          |
| 29 | 5-9    | 12          |       |       |       |       |          |
| 12 | 0-4    | 4           |       |       |       |       |          |

## Економіка
2010 року серед 217 осіб працездатного віку (15—64 років) 155 були активними, 62 — неактивними (показник активності 71,4%, у 1999 році було 75,2%). З 155 активних мешканців працювало 139 осіб (71 чоловік та 68 жінок), безробітними було 16 (9 чоловіків та 7 жінок). Серед 62 неактивних 26 осіб було учнями чи студентами, 25 — пенсіонерами, 11 були неактивними з інших причин.

У 2010 році в муніципалітеті числилось 116 оподаткованих домогосподарств, у яких проживали 326,0 особи, медіана доходів виносила 20 180 євро на одного особоспоживача